# Wandel
Wandel – austriacka lewicowa, progresywistyczna partia polityczna. Jest częścią paneuropejskiej koalicji DiEM25].

## Historia
Partia została założona w 2012 roku, jako progresywny, antykapitalistyczny i egalitarny ruch. Jej poglądy opisane są w manifeście Demokratische Moderne, który kładzie nacisk na zniesienie globalnego kapitalizmu i ustanowienie demokratycznej gospodarki, sprawiedliwej dla wszystkich ludzi.

## Wybory do Parlamentu Europejskiego w 2019
W wyborach do Parlamentu Europejskiego w 2019 r. znalazła się na drugim miejscu za Janisem Warufakisem na liście DiEM25 w Niemczech. Yanis Varoufakis, lider listy DiEM25 w Niemczech, powiedział:

Gdybym został wybrany do Parlamentu Europejskiego, przedstawiłbym wyborcom moje propozycje dotyczące poprawy sytuacji w Europie, a potem opuściłbym Parlament, aby móc przeprowadzić kampanię w Grecji. Moje miejsce przejęłaby Daniela Platsch, bardzo zdolna ekonomistka. Myślę, że wyborcy to zrozumieją.